# Бенет
 Тази статия е за града в Колорадо, САЩ.  За окръга в Северна Дакота вижте Бенет (окръг).  
Бенет (на английски: Bennett) е град в окръг Адамс, щата Колорадо, САЩ. Бенет е с население от 2308 жители (2010) и обща площ от 8 km². Намира се на 1672 m надморска височина. ЗИП кодът му е 80102, а телефонният му код е 303, 720.